# Yu-Ti
Yu-Ti, ovvero "Il Signore della Montagna di Giada" (The August Personage of Jade), è un personaggio dei fumetti creato da Roy Thomas (testi) e Gil Kane (disegni), pubblicato dalla Marvel Comics. La sua prima apparizione avviene in Marvel Premiere (vol. 1) n. 15 (maggio 1974).
Il titolo di Yu-Ti, viene assegnato per ereditarietà ai sovrani della mistica città di K'un L'un, contraddistinti dall'indossare sempre una lunga tunica con cappuccio color giada che nasconde completamente i loro lineamenti.

## Biografia dei personaggi

### Lord Tuan
Lord Tuan è il primo Yu-Ti di K'un L'un, un individuo saggio e pacifico che ha accolto Wendell Rand nella città adottandolo ed arrivando a considerarlo come un figlio naturale, cosa che ha provocato la crescente gelosia del suo vero figlio, Nu-An, che spinge Wendell a lasciare la città. Lord Tuan si occupa in seguito di bandire Davos da K'un L'un come punizione per aver affrontato senza permesso il drago Shou-Lao l'Immortale; qualche tempo dopo, in circostanze non chiare, il sovrano muore e diviene uno dei Re-Yama di Feng-Tu, l'aldilà dei residenti della città mistica.

### Nu-An
Nu-An è il figlio di Lord Tuan e Lady Ming, nonché fratello adottivo di Wendell Rand-K'ai, verso cui ha sempre nutrito rancore poiché geloso che sia il padre che la donna amata, Shakirah, preferissero lo straniero a lui, cosa che lo ha spinto a complottare per farlo allontanare da K'un L'un. Anni dopo, divenuto il nuovo Yu-Ti, supervisiona l'addestramento di Danny Rand per diventare "Pugno d'acciaio" sebbene, in seguito, divenga suo nemico poiché terrorizzato dall'idea che questi lo possa detronizzare. Una volta scoperto il suo decadimento morale e la sua corruzione, Nu-An viene cacciato dalla città mistica.

### Lei Kung
L'austero ed immortale addestratore di ogni Pugno d'acciaio della storia, sostituisce Nu-An dopo la sua detronizzazione venendo, in seguito, assassinato in una rivolta ordita dal figlio Davos e dall'Uno.

## Poteri e abilità
Ogni Yu-Ti è un grande esperto sia delle tecniche di combattimento corpo a corpo esistenti sulla Terra, che nelle peculiari arti marziali di K'un-L'un, sebbene tale competenza vari a seconda dell'incarnazione, passando quindi dall'essere minima (Nu-An) ad assoluta (Lei Kung); tutti gli Yu-Ti sono inoltre in grado di evocare e manipolare a piacimento il proprio ki (氣) servendosene per aumentare capacità fisiche, quali forza velocità e resistenza, fino a livelli sovrumani. Come ogni abitante di K'un-L'un inoltre, gli Yu-Ti dispongono di una virtuale immortalità: sono difatti immuni all'invecchiamento grazie ai frutti dell'Albero dell'Immortalità (Tree of Immortality) ma possono comunque venire uccisi.